# Ahasverus
Ahasverus es un género de coleópteros de la familia Silvanidae .

## Especies
Las especies de este género son:
- Ahasverus advena Waltl, 1832
- Ahasverus cryptophagoides Reitter, 1878

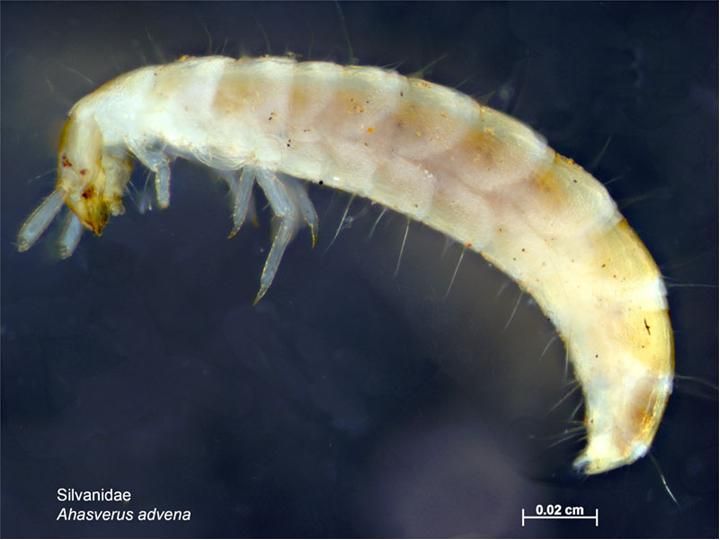
Ahasverus advena, larva

- Ahasverus delauneyi Grouvelle, 1912
- Ahasverus excisus Reitter, 1876
- Ahasverus humeralis Grouvelle, 1912
- Ahasverus longulus Blatchley, 1910
- Ahasverus nausibioides Grouvelle, 1912
- Ahasverus plagiatus Grouvelle, 1912
- Ahasverus rectus LeConte, 1854
- Ahasverus subopacus Grouvelle, 1912